# Eden Kane
Eden Kane, de son vrai nom Richard Graham Sarstedt, né le 29 mars 1940  à Delhi (Inde), est un chanteur de rock britannique.

## Biographie

### Famille
Il est le frère de Peter et Clive Sarstedt (en).

### Carrière
Sa carrière démarre sur les chapeaux de roue en classant sa chanson « Well I Ask You » n° 1 en Angleterre, en juin 1961. Le succès se poursuit avec « Get Lost », n° 10 en septembre de la même année, « Forget Me Not », n° 3 en janvier 1962, « I Don't Know Why », n° 7 en mai de la même année, et « Boys Cry », n° 8 en janvier 1964.
L'émergence des groupes anglais et du Swingin' London sonne le glas de sa carrière.
Il ne réussit à percer ni aux États-Unis ni en France.